# Mino Fiocchi

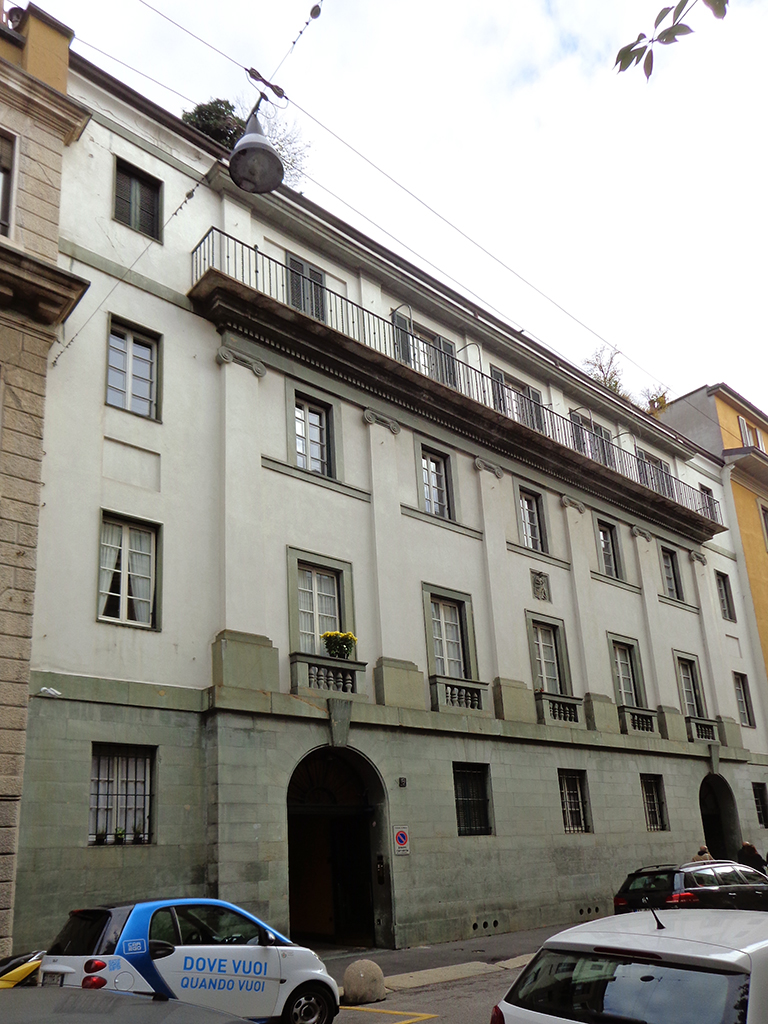
Casa Fiocchi a Milano (1924-25)

Giacomo (detto Mino) Fiocchi (Lecco, 28 novembre 1893 – Appiano Gentile, 1983) è stato un architetto italiano.

## Biografia
Erede di un'importante famiglia di imprenditori, tuttora attiva nel campo della produzione di proiettili, Fiocchi si laureò in architettura presso il Politecnico di Milano nel 1919.
Nel 1921 vinse ex aequo il concorso Camillo Boito per il nuovo piano regolatore dell'Isola Comacina, dove sarebbe dovuto sorgere un villaggio per artisti: il progetto venne considerato soprattutto per la sua armonizzazione con la tradizione rustica locale, per la sua praticità e per come si integrava nel panorama esistente.
In quell'occasione nacque il Gruppo di Studio Sant'Orsola, composto da Fiocchi e da altri grandi progettisti dell'epoca quali Giò Ponti, Giovanni Muzio ed Emilio Lancia.
Fiocchi preferì lavorare da solo lungo tutta la sua carriera, interessandosi soprattutto al tema dell'abitazione e delle residenze urbane e di villeggiatura. Operò esclusivamente nel territorio di Lecco e nell'area urbana di Milano, dove Fiocchi aveva uno studio in Via Cernaia 6 nel Palazzo Fiocchi da lui stesso progettato, legandosi ad un tipo di committenza di origine borghese. Per la famiglia Falck si cimentò nell'architettura funeraria realizzandone, fra il 1939 e il 1942, la tomba di famiglia presso il Cimitero Monumentale di Milano: l'edicola è completata da sculture di Giannino Castiglioni.
Intorno a Lecco soprattutto Fiocchi realizzò delle residenze alpine, pensate per integrarsi nell'ambiente montano: caratterizzate esternamente da un blocco edilizio in muratura sovrastato da copertura a falde spioventi, mantenevano le soluzioni interne delle abitazioni urbane.
I lavori più rilevanti in questo filone sono la Baita Giulia Devoto Falck di Cortina d'Ampezzo del 1936, basata su una struttura seicentesca; la Baita La Roccella di Pian dei Resinelli (1938), progettata per la sua famiglia; il Rifugio Nino Castelli ai Piani di Artavaggio (Moggio) del 1926, poi ampliato nel 1928, il vicino rifugio Giuseppe Cazzaniga, di stile militaresco e Baita Minuccia a Esino Lario, progettata per l'amico Michele Vedani nel 1925.
Negli interventi milanesi Fiocchi ha sempre cercato di evitare l'anonimato urbano "senza dignità", cercando di sviluppare progetti che fossero profondamente radicati sulle caratteristiche del sito di edificazione: da questo derivano la scelta frequente di impostare gli assi principali del fabbricato in armonia con quelli dei lotti di costruzione, e una costante attenzione all'essenzialità che però non comprometteva la presenza di elementi rappresentativi in grado di correlare l'edificio con la committenza. Molta attenzione veniva prestata da Fiocchi alla comunicazione stradale degli interventi tramite cartellonistica.
Ebbe anche un occhio particolare anche per la nascente edilizia sociale, lavorando al quartiere Pescarenico di Lecco e alle case popolari per l'industria di famiglia.
A Lecco fu autore anche di quindici ville sul lago e della Chiesa dei frati Cappuccini di Viale Turati: tra queste Villa Fiocchi, realizzata per il fratello Lodovico, di ispirazione palladiana.
Fiocchi lavorò a oltre 200 edifici nei 50 anni di carriera: Tra le opere nella sola città di Lecco vanno citate:
- Palazzo della Banca Popolare di Lecco
- Monumento a Antonio Stoppani con sataua bronzea di Michele Vedani
- Palazzo Bigoni
- Chiesa di San Francesco d'Assisi in viale Turati
- Villa Aldè Cima
- Villa Cesaris Fiocchi
- Villa Pietro Angelo Fiocchi, Rancio di Lecco
- Villa Dubini
- Villa Ludovico Fiocchi
- Villa Pietro Angelo Fiocchi, Bormio
- Asilo nido di Belledo
- Baita "Minuccia" ad Esino Lario
- Rifugio Cazzaniga-Merlini ai Piani di Artavaggio

## Elenco cronologico delle opere
L'elenco è estratto dalla monografia Mezzo secolo di progetti. Mino Fiocchi architetto, Eris, Calvenzano, 1981
- 1921 Concorso per l'Isola Comacina
- 1921 Stele tombale Teresa Rusconi - Lecco
- 1922 Baita ing. Piero Fiocchi - Bormio
- 1922 Concorso Monumento Caduti - Monza
- 1923 Baita Antonio Cima - Maggio
- 1923 Cappella per i Caduti - Castello di Lecco
- 1923 Casa Chiodi - Tirano (progetto)
- 1923 Concorso Padiglione Valtellina - Fiera di Milano
- 1923 Tomba ardito Luigi Porcellini - Lecco
- 1923 Tomba Antonio Sassi - Lecco
- 1923 Concorso per l'Arco di Trionfo - Genova
- 1924 Casa Raimondi - Ello
- 1924 Casa Mino Fiocchi, Via Cernaia - Milano
- 1925 Casa Tubi - Lecco
- 1926 Santuario sul Grignone (progetto)
- 1926 Baita Vedani - Esino
- 1926 Casa ing. Vico Fiocchi - Lecco
- 1926 Rifugio Nino Castelli - Artavaggio
- 1926 Tomba Famiglia Rusconi - Lecco
- 1927 Palazzo Comunale - Oggiono
- 1927 Tomba Scognamiglio - Milano
- 1928 Asilo Infantile - Belledo di Lecco
- 1928 Rifugio Cazzaniga - Artavaggio
- 1928 Ampliamento Rifugio Castelli - Artavaggio
- 1928 Tomba Albertella - Milano
- 1928 Case popolari di Niguarda - Milano
- 1929 Casa Saltetto - Milano (progetto)
- 1929 Casa in Via Donizetti - Milano (progetti)
- 1929 Appartamento dr. Giulio Fiocchi - Milano
- 1929 Casa Popolare - Pescarenico di Lecco
- 1930 Concorso per camera ammobiliata - IV Triennale di Monza
- 1930 Restauro Casa Redaelli - Lecco
- 1931 Cappella Bettini - Artavaggio
- 1931 Chiesa alla Spirola (progetto)
- 1931 Tomba Lodovico Fiocchi - Castello di Lecco
- 1931 Tomba Eugenio Ceppi - Castello di Lecco
- 1931 Tomba Noseda - Cimitero Monumentale di Milano
- 1932 Scuole Elementari - Oggiono
- 1932 Dispensario antitubercolare - Como (progetto)
- 1932 Tomba Carolina Fiocchi - Castello di Lecco
- 1932 Tomba Mussi - Cimitero Monumentale di Milano
- 1933 Casa ing. Piero Fiocchi - Rancio di Lecco
- 1934 Baita Adelchi Cima - San Giovanni Bianco
- 1934 Chiesa di Fogliaro - Varese
- 1934 Restauro villa dr. Carlo Fiocchi - Tiolo, Abbadia Lariana
- 1934 Tomba Gattini - Castello di Lecco
- 1935 Ampliamento Rifugio S.E.L. - Pian dei Resinelli (progetto)
- 1935 Casa Bigoni - Lecco
- 1935 Centrale Elettrica Orobia - Barzanò
- 1935 Restauro Casa Taverna - Breganziol
- 1936 Villa Campanini - Como
- 1936 Baita Devoto Falck - Cortina d'Ampezzo
- 1937 Casa Cesaris Fiocchi - Lecco
- 1937 Casa Gandini - Fontanellato
- 1938 Baita Mino Fiocchi - Pian dei Resinelli
- 1938 Casa Aldé - Rancio di Lecco
- 1938 Baita ing. Sella - Limone Piemonte
- 1938 Casa Falck - Via XX Settembre - Milano
- 1938 Nuova sede Orobia - Lecco (progetto)
- 1939 Tomba Falck - Cimitero Monumentale di Milano
- 1939 Baita Guido Cima - Abbadia Lariana
- 1939 Casa Amati - Malgrate di Lecco
- 1939 Tomba Famiglia Sella - Antibes (Francia)
- 1939 Ampliamento Baita Fiocchi - Bormio
- 1939 Centrale e Magazzini "Moto Guzzi" - Mandello
- 1939 Case Operaie - Belledo di Lecco
- 1940 Casa d'affitto in Piazza degli Affari - Lecco
- 1940 Casa Campanini - Via Donizetti - Milano (progetto)
- 1940 Campanile a San Martino nei Monti (progetto)
- 1940 Casa Bonaiti - Maggianico di Lecco
- 1940 Istituto delle Carline - Milano (progetto)
- 1941 Casa Campanini - Via Guastalla - Milano
- 1941 Centrale Elettrica Orobia - Lecco
- 1941 Banca Popolare - Lecco
- 1941 Restauro Chiesa del Belvedere - Lecco (progetto)
- 1941 Tomba Carlo Bonomi - Cimitero Monumentale di Milano
- 1941 Tomba Baroni - Milano (progetto)
- 1942 Restauro Castello di Paraggi (progetto)
- 1943 Tomba Virginia Mondini - Castello di Lecco
- 1943 Portabandiera Aldo Galimberti - Merate (progetto)
- 1943 Scalea d'accesso alla Chiesa di Rancio (progetto)
- 1944 Restauro "Conventino" - Abbadia Lariana
- 1944 Restauro San Calocero - Caslino d'Erba
- 1944 Tomba Teresa Fiocchi Cesaris - Castello di Lecco
- 1944 Tomba Raimondi - Ello
- 1944 Tomba Gerosa - Maggianico di Lecco
- 1944 Casa ing. Amigoni - Malgrate di Lecco
- 1945 Casa Vassena - Malgrate di Lecco
- 1946 Tomba Prandina - Castello di Lecco
- 1947 Tomba Renzi - Castello di Lecco
- 1947 Casa Borletti - Via dei Giardini - Milano (progetto)
- 1948 Casa Via Monte di Pietà - Milano (con ingegneri Rusconi Clerici)
- 1947 Sottostazione Orobia - Erba
- 1948 Appartamento Puricelli - Milano
- 1948 Appartamento Tremolada - Milano
- 1948 Appartamento Borsini - Milano
- 1948 Appartamento Mondadori - Milano
- 1948 Appartamento Dubini - Milano
- 1948 Casa Moizzi - Corso di Porta Nuova - Milano (progetto)
- 1948 Restauro Casa Giacomo Aldé - Lecco
- 1948 Restauro Casa dott. Giulio Fiocchi - Prà Filippo di Bellagio
- 1948 Restauro Baita Anna Fiocchi - Pian dei Resinelli
- 1948 Appartamento Turati Mantovani - Milano
- 1948 Casa Dr. Vico Dubini - Santo Stefano di Lecco
- 1948 Casa di Via Borgonuovo 20 - Milano
- 1948 Sede S.E.B. - Cremona
- 1949 Case Operaie - Belledo di Lecco
- 1949 Riforma Villa Galimberti - Osnago (progetto)
- 1949 Appartamento Cima - Via Borgonuovo - Milano
- 1950 Casa Sabbadini - Porto Alegre (Brasile)
- 1950 Casa di caccia "La Portalupa" (progetto)
- 1950 Chiesa-Convento di S. Francesco - Lecco
- 1950 Appartamento Mario Borletti - Milano
- 1950 Sottostazione S.E.B. - S. Eufemia
- 1950 Appartamento ing. Gino Magistretti - Milano
- 1950 Campanile e facciata Chiesa di San Fermo - Cesana Brianza
- 1950 Appartamento Anna Fiocchi - Via Borgonuovo - Milano
- 1951 Appartamento Messina - Via Cesariano - Milano
- 1951 Appartamento Dell'Acqua - Via Bigli - Milano
- 1951 Appartamento Nando Borletti - Via del Gesù - Milano
- 1951 Villa Borletti "La Capranica" - Casa Ospiti
- 1951 Riforma Villa Ceribelli - Lecco (progetto)
- 1951 Appartamento Gerli - Via del Gesù - Milano
- 1951 Tomba Porro - Cimitero Monumentale di Milano
- 1952 Uffici S.E.B. - Brescia
- 1952 Appartamento Martini - Via Cimabue - Milano
- 1952 Casa Parodi "Ai Crotti" - Mandello
- 1952 Scuole - Caslino d'Erba (progetto)
- 1952 Appartamento Rocca - Via Bigli - Milano
- 1952 Banca di Montevideo (progetto)
- 1952 Colonia Marina - Bordighera (progetto)
- 1953 Ampliamento Casa Aldé Cima - Rancio di Lecco
- 1953 Casa ing. Pino Fiocchi - Tiolo, Abbadia Lariana
- 1953 Appartamento Donà Delle Rose - Corso Venezia - Milano
- 1953 Appartamento Giulia Poletti Fiocchi - Corso Venezia - Milano
- 1953 Villa Malugani - Malgrate di Lecco
- 1953 Secondo restauro "Conventino" - Abbadia Lariana
- 1953 Casa Popolare - Milano
- 1953 Riforma Chiesa di Sala al Barro - Lecco
- 1953 Casa Mosters - Somma Lombardo
- 1954 Villa Supino - Ospedaletti (progetto)
- 1954 Appartamento Mino Fiocchi - Rapallo
- 1955 Casa Monzino - Via Telesio - Milano
- 1955 Riforma Villa Fiocchi "Ai Cantarelli" - Lecco
- 1955 Villa Lori sul Garda (progetto)
- 1955 Tomba Toschi
- 1956 Casa ing. Dezza - Meina, Lago Maggiore
- 1956 Casa Verga - Castello di Lecco
- 1957 Casa Previtera - Malgrate di Lecco
- 1957 Villa Taschetti - Abbadia Lariana (progetto)
- 1957 Appartamento Turati - Milano
- 1957 Ampliamento casa ing. Pino Fiocchi - Abbadia Lariana
- 1958 Villa Antonini Galimberti - Fiascherino
- 1958 Casa Miraglia - Malgrate di Lecco
- 1958 Tomba Turati - Cimitero Monumentale di Milano
- 1958 Variante Chiesa di Val Malenco
- 1959 Tomba Nasazzi - Esino
- 1959 Tomba Prevosto di Val Malenco
- 1959 Completamento Convento Cappuccini - Lecco (progetto)
- 1960 Villa Falck - Mandello
- 1960 Casa Testori - Novate Milanese
- 1961 Appartamento Giulia Poletti - Via Cernaia - Milano
- 1961 Restauro "Via Crucis" - Lasnigo
- 1961 Tomba Giuseppe Serafini - Milano
- 1962 Villa Galimberti - Bonassola
- 1962 Appartamento Acchiappati - Milano
- 1962 Villa Giorgio Galimberti - Osnago (progetto)
- 1963 Restauro Casa Cima - Via della Passione - Milano
- 1963 Battistero Chiesa di Val Malenco
- 1963 Tomba Amigoni - Lecco
- 1963 Tombe Dubini e Bozzi - Albavilla
- 1963 Riforma Casa Parodi - Mandello
- 1964 Tomba Famiglia Elia - Ceglie Messapico
- 1964 Tomba Giuseppe Dubini - Albavilla
- 1964 Tombe Dubini e Gavazzi - Albavilla
- 1965 Villa Springorum - Merate
- 1965 Riforma Villa Antonini - Fiascherino
- 1966 Villa Chiappetti - Barzio
- 1966 Villa Paracchi - Ossuccio
- 1966 Restauro Villa "Rosa" - Tiolo, Abbadia Lariana
- 1967 Villa Negris - Calolzio
- 1967 Sistemazione piazza Novello - Codogno
- 1968 Villa Mira - Malgrate di Lecco
- 1968 Ampliamento Asilo Infantile - Belledo di Lecco
- 1968 Ampliamento Villa Fiocchi - Prà Filippo di Bellagio
- 1969 Appartamento Antonini - Livigno
- 1969 Tomba Dr. Carlo Fiocchi - Abbadia Lariana
- 1969 Villa Cima - Galbiate (progetto)
- 1969 Tomba per un gruppo di Paracadutisti - Cimitero del Verano - Roma
- 1973 Cappella funeraria Aldé - Castello di Lecco
- 1973 Cappella funeraria D'Ellera - Castello di Lecco
- 1973 Casa Paracchi - Novate
- 1975 Cappella Mino e Sita Fiocchi - Castello di Lecco